# ハワイコールズ
ハワイ・コールズ（英語: Hawaii Calls）は米軍放送網（AFN）で1935～1975年に放送されたハワイの音楽を中心にしたラジオ番組であった。通常、ハワイ州ホノルルのワイキキビーチにあるモアナホテルの中庭で、波の音と共に実況中継されていた。日本でも米軍放送網がFENの名称で放送されていた時代に、1950～70年代前半の毎週金曜日の夜8:05-9:00に放送されて、ハワイ音楽が日本でも人気を高めた理由のひとつになっている。  